# Aurel Stodola
Aurel Boreslav Stodola (Liptovský Mikuláš, 10 mei 1859 – Zürich, 25 december 1942) was een Slowaaks ingenieur, natuurkundige en uitvinder. Hij was pionier op het gebied van de theoretische en technische aspecten van de thermodynamica. Ook hielp hij de praktische ontwikkeling van turbines aanzienlijk vooruit. Het grootste deel van werk verrichtte hij aan de Eidgenössischen Polytechnikum Zürich (nu ETH Zürich) als hoogleraar machinebouw en machineconstructie.

## Biografie
Stodola werd geboren in 1859 in koninklijk Hongarije (nu Slowakije) dat destijds deel uitmaakte van de Habsburgse monarchie. Vanaf 1877 studeerde hij werktuigbouwkunde, eerst aan de Polytechnische School in Boedapest en vervolgens, vanaf 1878, aan de Polytechnische Hogeschool in Zürich, alwaar hij in 1881 zijn diploma met eer behaalde.
Na zijn studie hield Stodola aanvankelijk mee aan de wederopbouw van de door brand verwoeste lederfabriek van zijn vader. Aansluitend was hij van 1882 tot 1892 werkzaam voor Prager Machinenbau AG in Praag. In deze periode bezocht hij in 1882/83 de technische Hogeschool in Charlottenburg (nu TU Berlijn) en voltooide hij een studie aan de Sorbonne. In maart 1892 werd hij benoemd tot hoogleraar machineconstructie in Zürich, waar hij tot aan pensionering in 1929 zou aanblijven. Hij verwierf een wereldwijde reputatie als een uitmuntend expert op het gebied van turbinemachines en warmtepompen.
In Zürich richtte hij het modernste laboratorium voor werktuigbouwkunde van Europa op en werkte hij nauw samen met de lokale Zwitserse industrie (Escher, Wyss & Cie, Brown, Boveri & Cie, etc). Hij formuleerde de kegelwet, ook wel de wet van Stodola genoemd, die het gedrag van turbines reguleerde. Stodala's advies droeg aanzienlijk bij aan het vermogen van Heinrich Zoelly om in 1903 zijn eerste meertrapsturbine te bouwen en aan het vermogen van Hans Holzwarth om vanaf 1905 de eerste gasturbine in serieproductie te bouwen. In 1903 publiceerde Stodola zijn eerste leerboek "Die Dampfturbinen mit einem Anhange über die Aussichten der Wärmekraftmaschinen und über die Gasturbine", kortweg "Die Dampf- und Gasturbinen", dat door talloze edities en vertalingen in vele talen het standaardwerk over thermische turbinemachines werd.
In 1939 leidde hij een team bij Brown Boveri in de eerste wereldwijde test om elektriciteit op te wekken met een generator die door een gasturbine werd aangedreven. Deze machine wordt tegenwoordig tentoongesteld bij de Alstom-fabriek in Birr en wordt vanwege de belangrijkheid beschouwd als een 'historische mijlpijl in de werktuigbouwkunde'.
Als pacifist en hoogleraar met een brede interesse, werkte Stodola niet alleen op het gebied van turbines. Zo ontwikkelde hij in samenwerking met de Duitse chirurg Ferdinand Sauerbruch ook een mechanisch beweegbare prothetische hand. In 1924 gesubsidieerde hij een stichting met als "het bevorderen van de ontwikkeling van mechanische en elektrotechnische wetenschap aan de ETH". Als bijdrage aan het technologische debat schreef Stodola het boek "Gedanken Zu Einer Weltanschauung Vom Standpunkte Des Ingenieurs", waarin ook zijn problematische standpunt over sociaal-medische kwesties naar voren komt. Daarnaast verdiepte Stodola zich in filosofische en economische kwesties en correspondeerde hij met tijdgenoten zoals Albert Einstein en Albert Schweitzer.

## Erkenning
Stodola ontving talrijke onderscheidingen en prijzen, sommige tijdens zijn leven, sommige postuum. Hij ontving eredoctoraten van de Leibniz-Universiteit Hannover (1905), de Technische Universiteit Brno en de Karelsuniversiteit Praag (1929). Hij was adviseur en corresponderend lid van de Franse Académie des sciences. In 1929 werd hij verkozen tot lid van de American Academy of Arts and Sciences (AAAS). In 1908 ontving hij de Grashof-medaille van de Vereniging van Duitse Ingenieurs en, op hoge leeftijd, in 1941 de James Watt International Gold Medal. In 1937 werd hij verkozen tot corresponderend lid van de Pruisische Academie van Wetenschappen.
Sinds 2004 herdenkt de ETH Stodola's werk en leven met een speciale Aurel Stodola-lezing.
- Base de données des élites suisses: 76487
- Bibsys: 4045060
- CiNii: DA10844949
- Gemeinsame Normdatei: 119072181
- Historisch woordenboek van Zwitserland: 031674
- International Standard Name Identifier: 0000 0001 1877 1717
- Library of Congress Control Number: nb91058885
- Mathematics Genealogy Project: 6091
- Nationale Bibliotheek van Tsjechië: mzk2002145037
- Nationale Bibliotheek van Israël: 987007294377705171
- Nationale en Universitaire bibliotheek Zagreb: 000719162
- Nederlandse Thesaurus van Auteursnamen: 157196380
- LIBRIS: 343420
- Système universitaire de documentation: 075081601
- Virtual International Authority File: 64809437
- WorldCat: E39PBJw8V7FDgkqTbbHqRmTGpP